# フレデリク・ヴェセリ
フレデリク・ヴェセリ（Frédéric Veseli 、1992年11月20日 - ）は、スイス・ヴォー州レナン出身のプロサッカー選手。アルバニア代表。ファティ・カラギュムリュクSK所属。ポジションはディフェンダー。

## 経歴

### 初期
地元クラブでプレーを始め、2005年にFCローザンヌ・スポルトの下部組織に入団。2008年、マンチェスター・シティFCの下部組織に移籍。2010-2011シーズンからトップチームに昇格し9月22日開催のフットボールリーグカップ・ウェスト・ブロムウィッチ・アルビオンFC戦でベンチ入りした。しかしトップチームで出場することはついに無かった。
2012年1月31日、冬の移籍ウインドー最終日にライバルクラブのマンチェスター・ユナイテッドFCにフリーで加入した。2013年7月、マンチェスター・ユナイテッドを退団。

### イプスウィッチ
2013年7月、フットボールリーグ・チャンピオンシップに所属していたイプスウィッチ・タウンFCに2年契約で加入。8月6日のフットボールリーグカップ・スティヴネイジFC戦でプロ初出場。
2013年12月31日、フットボールリーグ2のベリーFCに1ヶ月の短期レンタルで加入。最終的にレンタル期間は3ヶ月に延長された。18試合に出場しクリーンシートを10試合達成、加入時20位だった順位を11位にまで引き上げた。

### ポート・ヴェイル
2014年7月、フットボールリーグ1のポート・ヴェイルFCに半年間のレンタルで加入。9月に肋骨を骨折し2ヶ月出場できなかったが、11月15日のロッチデールAFCで戦列に復帰し1-0の勝利に貢献した。イプスウィッチとの契約を満了した2015年1月7日に完全移籍に移行。2月21日のドンカスター・ローヴァーズFC戦でゴールまで約30ヤードの位置からシュートを決め初ゴールを挙げた。

### ルガーノ
2015年7月、ポート・ヴェイルとの契約延長を拒否しスイス・スーパーリーグのFCルガーノに単年契約で加入。

### エンポリ
2016年8月、セリエAのエンポリFCに2年契約で加入。2020年1月31日、リーグ・アンのル・マンFCにレンタルで加入した。

### サレルリターナ
2020年8月26日、USサレルニターナ1919に2年契約で移籍した。

## 代表歴
アンダー世代ではスイス代表を選択、UEFA U-17欧州選手権2009と2009 FIFA U-17ワールドカップに参加した。U-17ワールドカップでは6試合に出場、決勝のナイジェリア戦ではキャプテンを務め初優勝に貢献した。
2015年11月7日、コソボ代表とジョージア代表との親善試合に臨むアルバニア代表のメンバーに招集された。コソボ戦で途中出場しA代表デビュー。

## タイトル
エンポリ
- セリエB:2017-18